# Boy Capel
Boy Capel, pseudonimo di Arthur Capel (Brighton, dicembre 1881 – 22 dicembre 1919), è stato un giocatore di polo britannico, celebre per essere stato il compagno e la musa di Coco Chanel.

## Biografia
Fu lui a finanziare economicamente l'apertura della prima boutique di Coco Chanel e a consigliarla sui primi affari. Molto probabilmente fu l'unico vero amore della stilista. L'iniziale del suo cognome forse contribuì a formare il logo della famosa casa di mode, costituito da due C accoppiate. Famoso anche per essere un ottimo giocatore di polo, morì in un incidente d'auto il 22 dicembre del 1919.

## Nei media
Boy Capel è presente in numerosi film su Coco Chanel:
- Chanel Solitaire, film del 1981, in cui è interpretato da Timothy Dalton
- Coco Chanel, miniserie televisiva del 2008, in cui è interpretato da Olivier Sitruk
- Coco avant Chanel - L'amore prima del mito, film del 2009, in cui è interpretato da Alessandro Nivola
- Coco Chanel & Igor Stravinsky, film del 2009, in cui è interpretato da Anatole Taubman